# Lovettia
Lovettia is een monotypisch geslacht van straalvinnige vissen uit de familie van snoekforellen (Galaxiidae).

## Soort
- Lovettia sealii (Johnston, 1883)